# Light of Life
Light of Life is het debuutalbum van de band NE1.
Het album werd besproken in onder andere OOR, Musicmaker en Rock Tribune.

## Tracklist
1. Welcome to our World
2. Chit-Chat Junkie
3. Stabbed
4. Vagabond
5. Feel the Heat
6. Light of Life
7. Run to the Moon
8. My Angel
9. Always the Same
10. Into the Mirror
11. Be my Baby
12. Sleeping Demons
13. Welcome
14. Back to Reality